# Episodi di Caro maestro (seconda stagione)
| nº | Titolo           | Prima TV Italia |
| -- | ---------------- | --------------- |
| 1  | Primo episodio   | 14 marzo 1997   |
| 2  | Secondo episodio | 20 marzo 1997   |
| 3  | Terzo episodio   | 27 marzo 1997   |
| 4  | Quarto episodio  | 3 aprile 1997   |
| 5  | Quinto episodio  | 10 aprile 1997  |
| 6  | Sesto episodio   | 17 aprile 1997  |

## Primo episodio
Stefano, neo papà del piccolo Luca, neo marito dell'adorata Elisa e neo patrigno di Giulia, è decisamente provato dagli eventi che hanno radicalmente anche se positivamente cambiato la sua vita. Per di più la maternità di Elisa e il suo legittimo desiderio di restare a casa col bambino, nonché l'incarico di Direttore pro-tempore della scuola, in attesa dell'arrivo del sostituto mandato dal ministero, stanno caricando Stefano di molte responsabilità.

## Secondo episodio
Non è solo Elisa ad essere preoccupata della presenza di Francesca, ma anche Stefano che, da quando la donna si è trasformata, non può negare di provare un certo turbamento. Carlo, baby-pensionato con tanto, troppo tempo libero, resta folgorato dalla bella Francesca, che cercherà di conquistare in ogni modo, addirittura iscrivendosi al corso di inglese pomeridiano da lei tenuto. Toccherà a Stefano, nonostante il turbamento e un'improvvisa partenza di Elisa, frenare il cognato troppo esuberante e riportarlo sulla retta via. Il secondo scampanio colpisce Carlotta, una delle piccole allieve che si innamorerà a prima vista del nuovo arrivato: Pablo, un bambino bellissimo proveniente dal Brasile ma di origini italiane, che frequenterà la scuola per qualche tempo.

## Terzo episodio
La notte precedente la partenza per l'immancabile gita scolastica di ogni anno, a casa di Stefano, è stata tutt'altro che tranquilla. Ottilia infatti è stata ammalata. Varicella, dice lei, gettando nel panico tutti quanti. Comunissima febbre, dice Stefano, che non vorrebbe doversi portare il bambino di pochi mesi in gita per non fargli prendere la varicella dalla zia. Ma tant'è, la sicurezza che non si tratti di varicella non gliela può dare nessuno. L'unica a ricordarsi le malattie esantematiche della zia è Monica, che in questo momento è impegnata in un pesante diverbio con Carlo. Niente, bisogna partire anche col neonato e partire subito, con varie ore di anticipo rispetto al sorgere del sole. È così che avviene il fattaccio. Già, perché anche Francesca, ha deciso che durante la gita o mai più, conquisterà il neo-preside Gianni. È decisa anzi a baciarlo a bruciapelo, appena se ne presenterà l'occasione.

## Quarto episodio
Enrichetto e Robertino sono amici di Claudio, impegnato a realizzare il sogno della sua vita, cioè studiare per diventare "marinaio". Enrichetto, non osa confessarlo ma si è preso una bella cotta per Cristina, sorella maggiore di Roberto e fidanzatina di Claudio. Ma il suo primo infantile amore è scosso nel profondo quando scopre che la ragazzina che lui spia da lontano immerso nei suoi sogni infantili, in realtà sta facendo qualcosa di molto poco onirico: sta tradendo Claudio. La vede, infatti, con un altro ragazzo.

## Quinto episodio
Carlotta entra in depressione non solo a causa dell'improvvisa (ma preventivata) partenza di Pablo, ma anche perché la madre, ex ballerina classica di talento, vuole che la figlia diventi una ballerina come lei e non pensi ad altro se non alla danza. Carlotta però non vuole diventare come sua madre e inizia a sviluppare dei disturbi alimentari ossessivo-compulsivi che potrebbero portarla alla bulimia. Stefano se ne accorge e inizia a vedere come può risolvere il problema. Nel frattempo, Carlotta inscena uno svenimento e viene portata in ospedale. Qui conosce un bambino che deve essere operato di appendicite. Scoperto che si trattava solo di una scenata, Stefano convince la piccola ad uscire dall'ospedale e fa capire alla madre l'errore che la donna ha fatto, restituendole l'affetto di sua figlia.

## Sesto episodio
Arrivano i temutissimi esami di quinta elementare. Temuti da Stefano che è emozionato e vive questa prova come un fatto personale, moltiplicata per il numero dei suoi bambini. E poi temuti dai bambini stessi per le più diverse ragioni. Per la preparazione che sotto esame sembra sempre sparire, per l'apprensione dei genitori, che caricano di significati sproporzionati quella prima prova del figlio a confronto con la vita, ma soprattutto per quello sguardo che i bambini gettano al di là della barriera, lo sguardo al futuro che anche a dieci anni esiste.